# William Titus Home
William Titus Home (8 de noviembre de 1876 - 12 de abril de 1944) fue un botánico, y fitopatólogo estadounidense. Fue profesor de Fitopatología en la Universidad de California. Fue también contratado para realizar investigaciones en la Estación Central Agronómica de Cuba

## Eponimia
- (Apiaceae) Didiscus homei Gillaumin[3]
- (Apiaceae) Trachymene homei Seem. [4]
- (Myrtaceae) Eugenia homei Seem.[5]
- (Myrtaceae) Metrosideros homeana Turcz. ex Hook.f.[6]
- (Santalaceae) Santalum holmei Seem.[7]
- (Sapindaceae) Podonephelium homei Radlk. [8]